# Havelock (Carolina del Nord)
Havelock és una població dels Estats Units a l'estat de Carolina del Nord. Segons el cens del 2008 tenia 21.764 habitants.

## Demografia
Segons el cens del 2000, Havelock tenia 22.442 habitants, 6.411 habitatges i 5.276 famílies. La densitat de població era de 518,5 habitants per km².
Dels 6.411 habitatges en un 52,5% hi vivien nens de menys de 18 anys, en un 69,3% hi vivien parelles casades, en un 10% dones solteres, i en un 17,7% no eren unitats familiars. En el 13,7% dels habitatges hi vivien persones soles el 2,5% de les quals corresponia a persones de 65 anys o més que vivien soles. El nombre mitjà de persones vivint en cada habitatge era de 2,91 i el nombre mitjà de persones que vivien en cada família era de 3,19.
Per edats la població es repartia de la següent manera: un 28,2% tenia menys de 18 anys, un 29% entre 18 i 24, un 30,2% entre 25 i 44, un 9,6% de 45 a 60 i un 3,1% 65 anys o més.
L'edat mediana era de 23 anys. Per cada 100 dones de 18 o més anys hi havia 147,2 homes.
La renda mediana per habitatge era de 35.351 $ i la renda mediana per família de 37.000 $. Els homes tenien una renda mediana de 22.048 $ mentre que les dones 18.322 $. La renda per capita de la població era de 15.586 $. Entorn del 6,8% de les famílies i el 8,6% de la població estaven per davall del llindar de pobresa.

## Poblacions més properes
El següent diagrama mostra les poblacions més properes.